# Eye of the Beholder (canción)
«Eye of the Beholder» es la tercera canción de ...And Justice for All (1988), el cuarto álbum de estudio del grupo musical estadounidense de heavy metal Metallica.
La canción fue el segundo sencillo extraído del álbum de estudio. La letra de la canción trata la falta de libertad de expresión. El estribillo de la canción está escrito en un compás de 12/8, no muy usual. El resto de la canción está en un compás normal de 4/4, aunque un poco más lento que la mayoría de las canciones del grupo. A pesar de que la canción fue editada como un sencillo, no llegó a entrar en ninguna lista de éxitos.

## Interpretaciones en vivo
La canción no ha sido interpretada en directo por el grupo musical desde el año 1989, aunque normalmente se incluyen trozos del mismo dentro del solo de la canción titulada «...And Justice for All». Sin embargo, esta canción no suele ser interpretada muy a menudo en los conciertos del grupo musical debido a su extensión y a que James Hetfield le cuesta trabajo hacer las voces agudas en ciertas partes.

## Lista de canciones
| Sencillo en Estados Unidos |                       |          |  |
| N.º                        | Título                | Duración |  |
| 1.                         | «Eye of the Beholder» | 6:25     |  |
| 2.                         | «Breadfan»            | 5:44     |  |

## Versiones
In Flames versionó la canción en el álbum Tribute to the Four Horsemen, un álbum tributo a Metallica interpretado por varios artistas. Dicha versión aparece en el segundo álbum de dicho grupo musical, Subterranean.
Havok, banda de thrash metal realizó una versión incluida en su EP de 2024, New Eyes.

## Créditos
- James Hetfield: Voz y guitarra rítmica.
- Kirk Hammett: Guitarra líder.
- Jason Newsted: Bajo eléctrico.
- Lars Ulrich: Batería y percusión.

- Datos: Q1385744